# رسولان بای
رسولان حسین (1902 – ۱۵ دسامبر ۱۹۷۴) یک نوازنده برجسته موسیقی کلاسیک هندی هندی بود. او عضو گروه بنارس گرانا بود. رسولان حسین در سال ۱۹۰۲ در کاچوا، میرزاپور، اوتار پرادش، در خانواده‌ای فقیر به دنیا آمد.